# Big Time Rush
Big Time Rush (BTR) var en amerikansk TV-serie som visades på Nickelodeon mellan 2009-2013 skapad av Scott Fellows (som också har skapat Nickelodeon-serien Ned's Declassified). Serien handlar om fyra bästa vänner från Minnesota: Kendall, Logan, James och Carlos, som också är ishockeyspelare. De flyttar in på Palmwoods Hotel i Los Angeles, Kalifornien, tillsammans med Kendalls mamma (Jennifer) och lillasyster (Katie) i hopp om en karriär tillsammans som ett pojkband. I första avsnittet bevisar de för sin potentielle låtskrivare Gustavo (som egentligen gillar killarna, men inte vill visa det) vad de går för och deras karriär tar fart. Serien följer deras utveckling tillsammans med vardagliga problem och romanser. Gustavo har en assistent, Kelly, som försöker hjälpa Gustavo att visa sitt kompisskap till killarna och vägleda dem när de hamnat i trubbel. 
Efter att serien blev en stor hit blev det påhittade bandet ett riktigt band, och Big Time Rush släppte sitt första album 2010, BTR, där låtar från serien finns med, bland andra hitten "Boyfriend". De spelade in en musikvideo till låten "Boyfriend" med rapartisten Snoop Dogg, och en version av jullåten "All I Want For Christmas" tillsammans med Miranda Cosgrove från iCarly. Bandet utgav totalt 3 musikalbum.
De har även gjort en film från 2012, som heter Big Time Movie. Filmen utspelar sig i Storbritannien.
Flera av killarna har gästspelat i andra Nickelodeon-serier. James har setts i ett avsnitt på iCarly, och Carlos har setts i ett avsnitt av Neds declassified. 

## Skådespelare
- Kendall Schmidt - Kendall Knight
- James Maslow - James Diamond
- Carlos Penavega, Jr. - Carlos Garcia
- Logan Henderson - Logan Mitchell
- Ciara Bravo - Katie Knight
- Challen Cates - Jennifer Knight
- Stephen Kramer Glickman - Gustavo Rocque
- Tanya Chisholm - Kelly Wainwright
- Katelyn Tarver - Josephine "Jo" Taylor
- Erin Sanders - Camille Roberts
- David Anthony Higgins - Reginald Bitters
- Matt Riedy - Arthur Griffin
- Tim Logan  - Logan Ramsus